# تپه شهر سوخته ۱۷۵
تپه شهر سوخته ۱۷۵ مربوط به هزاره دوم و ۳ قم است و در شهرستان زابل، بخش شیب آب، دهستان لوتک، روستای حومه شهر سوخته، ۹/۵ کیلومتری غرب پایگاه باستان‌شناسی شهر سوخته واقع شده و این اثر در تاریخ ۱۵ اسفند ۱۳۸۵ با شمارهٔ ثبت ۱۷۹۳۷ به‌عنوان یکی از آثار ملی ایران به ثبت رسیده است.